# Station Noyon
Station Noyon is een spoorwegstation in de Franse gemeente Noyon op de Spoorlijn Creil - Jeumont. Het wordt bediend door treinen van de TER Hauts-de-France.